# Ulf Svedberg
Ulf Svedberg, född 9 augusti 1935, död 25 november 2021 i Tranås, var en svensk författare och översättare. Både som författare och översättare inriktade han sig på naturböcker för barn och ungdom.